# Gemini Planet Imager
 (avril 2018).
Le Gemini Planet Imager (GPI), en français « Imageur de planètes de Gemini », est un instrument délivrant des images à très haut contraste, conçu et construit pour le télescope Gemini-Sud situé près de La Serena au Chili. GPI est optimisé pour les faibles séparations angulaires, ce qui lui permet d’imager directement et de mesurer le spectre des objets extrasolaires orbitant autour d’étoiles voisines du Soleil. Le design et la construction de cet instrument sont le fruit de dix années de collaboration entre de nombreuses institutions, notamment le Muséum américain d’histoire naturelle (AMNH), le Dunlap Institute, l’observatoire Gemini, l’institut Herzberg d’astrophysique (HIA), le Jet Propulsion Laboratory (JPL), le Laboratoire national de Lawrence Livermore (LLNL), l’observatoire Lowell, l’institut SETI, le Space Telescope Science Institute (STScI), l’université de Montréal, l’université de Californie (Berkeley, Los Angeles et Santa Cruz), l’université de Géorgie et le centre de recherches Ames (NASA).

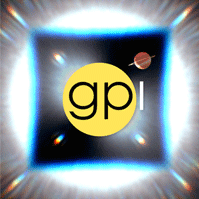
Logo du Gemini Planet Imager

## Spécifications techniques

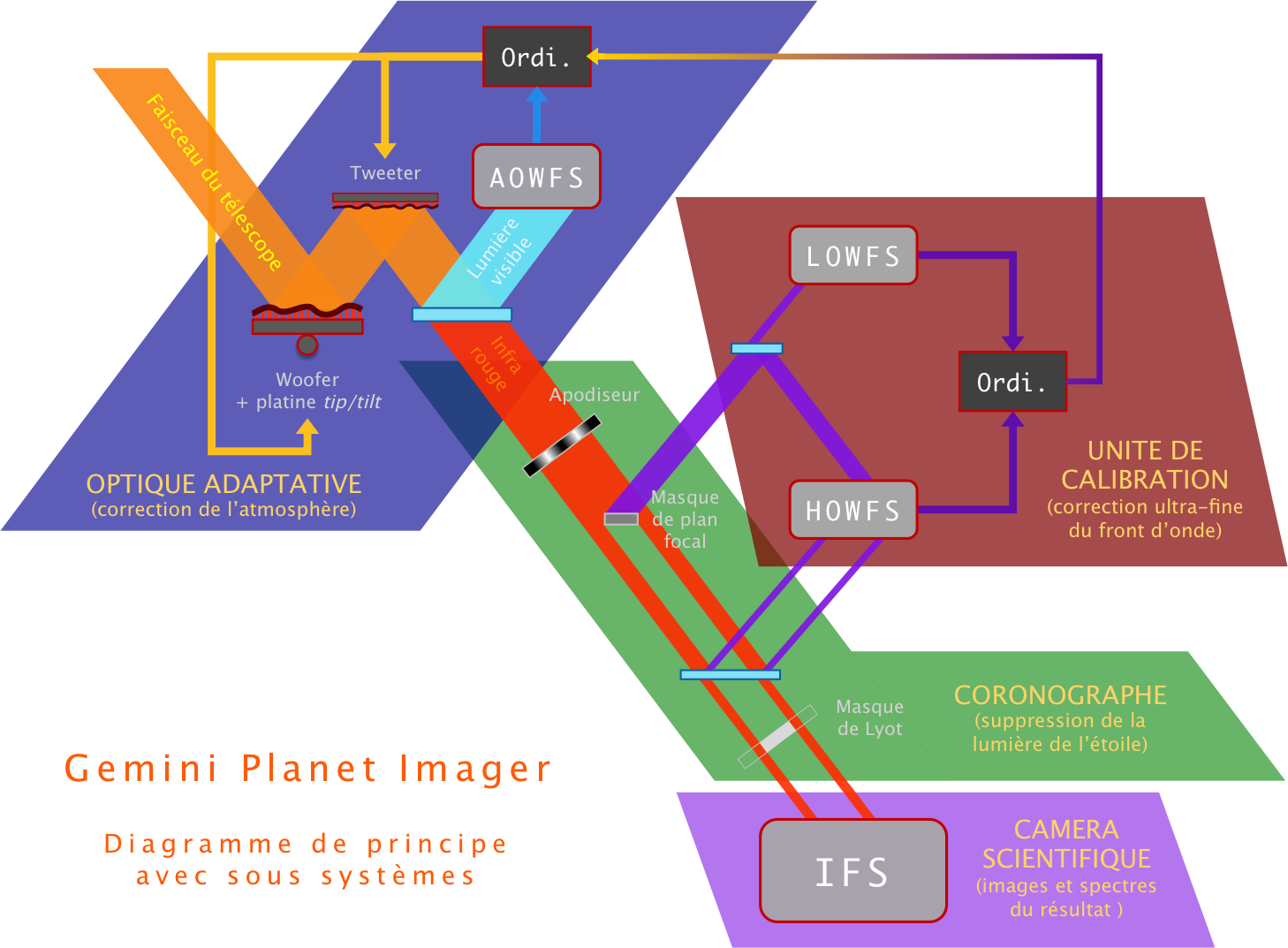
Diagramme des sous-systèmes de GPI.

GPI est monté au foyer Cassegrain du télescope Gemini-Sud situé sur le Cerro Pachón au Chili. Sa première lumière a eu lieu en novembre 2013 et il est prévu qu’il soit mis à disposition de la communauté scientifique avant la fin de l’année 2014. GPI détecte et image directement de jeunes géantes gazeuses grâce à leur rayonnement thermique. Il travaille dans le proche infrarouge (bandes Y à K), gamme de longueurs d'onde dans laquelle ces planètes sont suffisamment brillantes par rapport au rayonnement thermique de l’atmosphère terrestre. Le contraste attendu est de l’ordre de 10-6 à 10-7 en bande H pour des séparations angulaires de 0,2  à   1 seconde d’arc.
Pour remplir son objectif, l’instrument embarque un système d’optique adaptative extrême, un coronographe de Lyot apodisé, une unité de calibration basée sur un interféromètre et un spectrographe intégral de champ. Avant d'envoyer le GPI à Gemini Sud, il était essentiel de tester le coronographe en reproduisant les conditions expérimentales exactes dans lesquelles il allait être employé. La source de laser accordable de Photon etc. a été utilisée à cet effet et a permis de déterminer que, à son pic d'efficacité, l'imageur peut détecter une planète à peine plus massive que Jupiter. L’optique adaptative, développée et construite au LLNL, utilise deux miroirs déformables pour corriger les aberrations induites par l’atmosphère et les optiques du télescope. Le premier, fourni par la société CILAS, utilise des actuateurs piézoélectriques et une platine tip-tilt pour compenser les basses fréquences spatiales tandis que le second, de type MEMS et fourni par Boston Micromachines, prend le relais pour les hautes fréquences. L’unité de calibration mise en place par le JPL permet de mesurer les erreurs résiduelles quasi-statiques non perçues par l’optique adaptative afin d’indiquer à cette dernière les compensations à réaliser pendant les acquisitions. Elle comprend deux analyseurs de surface d’onde : un Shack-Hartmann bas ordres et un interféromètre de Mach-Zehnder modifié pour les hauts ordres. Le coronographe, développé par l’AMNH, sert à bloquer la lumière de l’étoile hôte pour pouvoir distinguer le compagnon faiblement lumineux que constitue la cible scientifique. Enfin, la caméra scientifique de GPI est un spectrographe conçu par les universités de Montréal et de Californie (Los Angeles) qui délivre après post-processing un cube de données contenant une image pour chaque longueur d'onde de la bande d’observation avec une résolution d’environ 50 (bande H) sur un champ de vue de 2,8 secondes d’arc carrées. Il est aussi possible de travailler en polarisation en remplaçant le prisme dispersif par un prisme de Wollaston.

## Objectifs scientifiques
Actuellement les méthodes indirectes de détection d’exoplanètes (Doppler, transits, microlentilles gravitationnelles) ne permettent pas d’observer les exoplanètes orbitant au-delà de 5 unités astronomiques de leur étoile hôte, ce qui correspond à la région des planètes gazeuses du système solaire. En effet, la plupart du temps il est nécessaire de pouvoir observer la planète pendant au moins une période de révolution autour de son étoile (ou du moins une fraction suffisante) pour valider la détection, ce qui équivaut à 30 ans dans le cas d’un corps orbitant à la distance de Saturne autour d'une étoile de type solaire. Par ailleurs, les techniques existantes d’optique adaptative perdent en efficacité avec la proximité de l’étoile, limitant les observations à l’extérieur d’un rayon de 30 unités astronomiques. Le haut contraste fourni par GPI pour de faibles séparations angulaires permet d’observer justement les géantes gazeuses dont l'orbite a un demi-grand axe compris entre 5  et   30 unités astronomiques.
Les cibles de choix pour GPI sont les jeunes géantes gazeuses âgées d’un million à un milliard d’années, car elles retiennent encore la chaleur de leur formation et se refroidissent lentement. Une planète encore chaude est plus brillante et donc plus facile à détecter. Cela limite les cibles aux planètes les plus jeunes, mais en contrepartie apportera de précieuses données sur la formation des géantes gazeuses. Plus particulièrement, le spectrographe permet de déterminer la température et la gravité de surface de ces objets, ce qui renseigne directement sur l’atmosphère et l’évolution thermique de ces derniers.
Outre sa mission principale de détection d’exoplanètes, GPI permet d’étudier les disques protoplanétaires, les disques de transition et les disques de débris de jeunes étoiles et ainsi apporter des indices sur la formation des systèmes planétaires. Pour observer ce type d’objets, GPI utilise l’imagerie différentielle en polarisation (voir Méthodes de détection des exoplanètes). Par ailleurs, il est aussi possible d’étudier des objets du Système solaire en haute résolution et avec un grand rapport de Strehl : les astéroïdes et leurs lunes, mais aussi les satellites des planètes géantes, font d’excellentes cibles pour GPI. Enfin, un éventuel cas d’étude est celui des pertes de masse stellaires par l’observation d'évictions de matière.

## Galerie

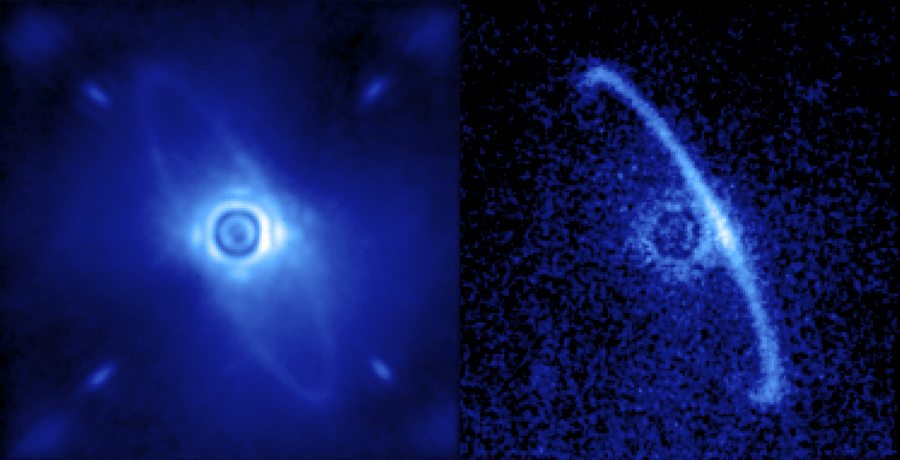
Image de l'étoile HR4796a prise par GPI et montrant un disque protoplanétaire.